# Florián Rey

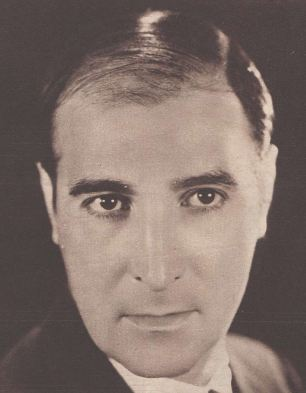
Florián Rey, vor 1933

Florián Rey, gebürtig Antonio Martinez del Castillo (* 25. Januar 1894 in La Almunia de Doña Godina, Spanien; † 11. April 1962 in Benidorm), war ein spanischer Filmregisseur, Drehbuchautor und Filmproduzent, einer der bekanntesten Filmemacher der Franco-Zeit.

## Leben
Der aus der Provinz Zaragoza stammende Antonio Martinez del Castillo hatte in der Stadt Saragossa einige Semester Jura studiert, ehe er sich zum Wechsel zum Journalismus entschloss und im Jahr 1915 als Redakteur bei der dort ansässigen Tageszeitung La crónica de Aradón zu schreiben begann. Nach seinem Militärdienst in Spanisch-Marokko ging er nach Madrid, wo er für die hauptstädtischen Publikationen Diario de Avisos und La correspondencia tätig wurde. Über einen Freund knüpfte er 1920 den ersten Kontakt zur Filmbranche und erhielt noch im selben Jahr eine Rolle in dem Streifen La inaccesible. Im Jahr darauf gab Antonio Martinez del Castillo alias Florián Rey als Ensemblemitglied der Compañía de Catalina Bárcena sein Bühnendebüt in dem Stück La maña de la mañica. Bis 1923 trat Florián Rey auch weiterhin als Filmschauspieler in Erscheinung.
Gemeinsam mit seinem Kollegen Juan de Orduña gründete Florián Rey 1924 die Produktionsfirma Goya Films und inszenierte mit La revoltosa seinen ersten Kinofilm. Seine frühen Erfolge, die bereits zu Stummfilmzeiten entstanden, umfassen einige Werke mit der argentinisch-spanischen Sängerin, Tänzerin und Schauspielerin Magdalena Nile del Río, genannt „Imperio Argentina“, die Rey 1934 heiratete. 1929 drehte er mit dem ländlichen Liebesdrama La aldea maldita seinen künstlerisch erfolgreichsten Film, der von Kennern als der beste spanische Stummfilm generell angesehen wird. Den Übergang zum Tonfilm erlebte Florián Rey 1930 in den Pariser Studios von Joinville, wo er spanische Fassungen US-amerikanischer Originale inszenierte. Außerdem stellte er eine Tonfassung von „La aldea maldita“ her. Auch in den 1930er Jahren arbeiteten er und Imperio Argentina mehrmals zusammen, bis Rey und seine Frau 1936 die vom Bürgerkrieg erschütterte Heimat verließen und sich nach Paris begaben. 1937 erhielt das Ehepaar ein von dem Propagandaminister Joseph Goebbels übersandtes Angebot, in Berlin zu filmen. Das Ergebnis waren 1938 (Carmen la de Triana) und 1939 Inszenierungen folkloristischen Charakters und eine persönliche Begegnung mit Reichskanzler Adolf Hitler, der Reys Frau bereits zuvor in dem Film Nobleza Battura gesehen hatte. Als Imperio Argentina zunächst weiterhin in Deutschland bleiben wollte, während Rey beabsichtigte, in die spanische Heimat zurückzukehren, kam es zum Bruch zwischen den Eheleuten, der später zur Scheidung führte.
Während Florián Reys frühe Arbeiten eng mit der spanischen Tradition des dort ansässigen Musiktheaters, der Zarzuela, verknüpft sind, gelten seine späteren Filme als weitgehend repräsentativ für das Kino-Schaffen zur Zeit der Franco-Diktatur. Der erklärte Anhänger des Franquisten und seit 1935 Parteigänger Francisco Francos drehte eine Fülle von publikumswirksamen Dramen und Melodramen, aber auch Komödien und Schnulzen – durchgehend Filme, ohne künstlerisch bemerkenswerten Gehalt. Mit dem missratenen Lustspiel Polvorilla beendete Rey 1956 seine Tätigkeit. Im Jahr darauf ließ sich der Regisseur in Benidorm nieder und betrieb dort bis zu seinem Tod eine Raststätte. Zu diesem Zeitpunkt war der Regimetreue selbst in der Franco-Diktatur längst vergessen.

## Filmografie
als Regisseur, (Co-)Drehbuchautor und (Co-)Produzent, wenn nicht anders angegeben
- 1924: La revoltosa
- 1925: El lazarillo de Tormes
- 1925: La chavala
- 1925: Los chicos de la escuela
- 1925: Gigantes y cabezudos
- 1926: El cura de aldea
- 1926: El pilluelo de Madrid
- 1927: Aguilas de Acero (nur Regie und Produktion)
- 1927: La hermana San Sulpicio
- 1928: Agustina de Aragón
- 1928: Los claveles de la virgen (nur Regie und Produktion)
- 1929: La aldea maldita
- 1929: Futbol, amor y toros
- 1930: El golfillo de Lavapiés (Kurzfilm)
- 1930: Su noche de bodas (nur Co-Regie)
- 1931: Lo mejor es reir (nur Co-Regie)
- 1931: Buenos dias (Kurzfilm)
- 1932: El cliente seductor (Kurzfilm, nur Co-Regie)
- 1932: Espérame (nur Co-Regie)
- 1932: Melodia de Arrabal (nur Co-Regie)
- 1933: Sierra de Ronda
- 1934: El novio de mamá
- 1934: La hermana de San Sulpicio
- 1934: Romanza rusa (Kurzfilm)
- 1935: Nobleza baturra
- 1936: Morena Clara
- 1938: Carmen, de la Triana
- 1939: Hinter Haremsgittern (La canción de Aixa)
- 1939: La Dolores
- 1941: ¡Polizón a bordo!
- 1942: La aldea maldita
- 1943: Ana Maria
- 1943: Idolos (nur Regie und Produktion)
- 1943: Orosia
- 1945: La luna vale un millón
- 1946: Audiencia pública (nur Regie und Drehbuch)
- 1946: La nao capitana (nur Regie)
- 1948: La cigarra (nur Regie und Drehbuch)
- 1950: Cuentos de la Alhambra (nur Regie und Co-Drehbuch)
- 1953: La moza de cántaro (nur Regie)
- 1954: La cruz de mayo (nur Regie)
- 1954: La danza de los deseos (nur Regie)
- 1956: Polvorilla (nur Regie und Co-Drehbuch)